# پل نویمان (شناگر)
 پل نویمان (انگلیسی: Paul Neumann؛ ۱۳ ژوئن ۱۸۷۵ – ۹ فوریهٔ ۱۹۳۲) یک ورزشکار اهل ایالات متحده آمریکا بود.